# Paul Lindau
Paul Lindau (né le 3 juin 1839 et mort le 31 janvier 1919) était un écrivain, dramaturge et journaliste allemand.

## Biographie
Fils d'un médecin et plus tard commissaire à la Justice, Paul Lindau est né à Magdebourg dans une famille juive convertie au protestantisme. Son frère aîné est l'écrivain et diplomate Rodolf Lindau. En 1847, sa famille a déménagé à Berlin.  Il a ensuite étudié de 1857 à 1859 la philosophie et l'histoire littéraire à Halle, Leipzig et Berlin, avant de présenter une thèse sur Molière à Paris.
Paul Lindau devient journaliste, à son retour, en Allemagne. Il a ainsi dirigé de 1864 à 1865 la Düsseldorfer Zeitung, puis de 1866 à 1869 l'Elberfelder Zeitung. Parallèlement, il succède à Lothar Bucher au bureau de Berlin du Wolffs Telegraphisches Bureau de Bernhard Wolff, qu'il décrit dans ses mémoires. En 1870, il rejoint le New Leaf de Leipzig, puis le Bazar à Berlin. Il n'est pas seulement auteur dramatique et critique d'art éminent, puis directeur du Berliner-Theater, mais aussi un des feuilletonistes les plus lus. Son roman Monsieur et Madame Bewer lui a en particulier valu un succès populaire.
En 1877, il fonde Nord und Sud, une des plus anciennes revues culturelles en Allemagne.